# Відкритий чемпіонат Японії з тенісу AIG 2007
Відкритий чемпіонат Японії з тенісу AIG 2007 — тенісний турнір, що проходив на відкритих кортах з твердим покриттям Ariake Coliseum у Токіо (Японія). Це був 34-й за ліком Відкритий чемпіонат Японії з тенісу. Належав до серії International Gold в рамках Туру ATP 2007, а також до турнірів 3-ї категорії в рамках Туру WTA 2007. Тривав з 1 до 7 жовтня 2007 року.

## Фінальна частина

### Одиночний розряд, чоловіки
Давид Феррер —  Рішар Гаске, 6–1, 6–2
- Для Феррера це був 3-й титул за сезон і 5-й - за кар'єру.

### Одиночний розряд, жінки
Віржіні Раззано —  Вінус Вільямс, 4–6, 7–6(9–7), 6–4
- Для Раззано це був 2-й титул за сезон і за кар'єру.

### Парний розряд, чоловіки
Джордан Керр /  Роберт Ліндстедт —  Френк Данцевич /  Стівен Гасс, 6–3, 6–3

### Парний розряд, жінки
Сунь Тяньтянь /  Янь Цзи —  Чжуан Цзяжун /  Ваня Кінґ, 1–6, 6–2, [10–6]